# 国立美术馆 (锡耶纳)

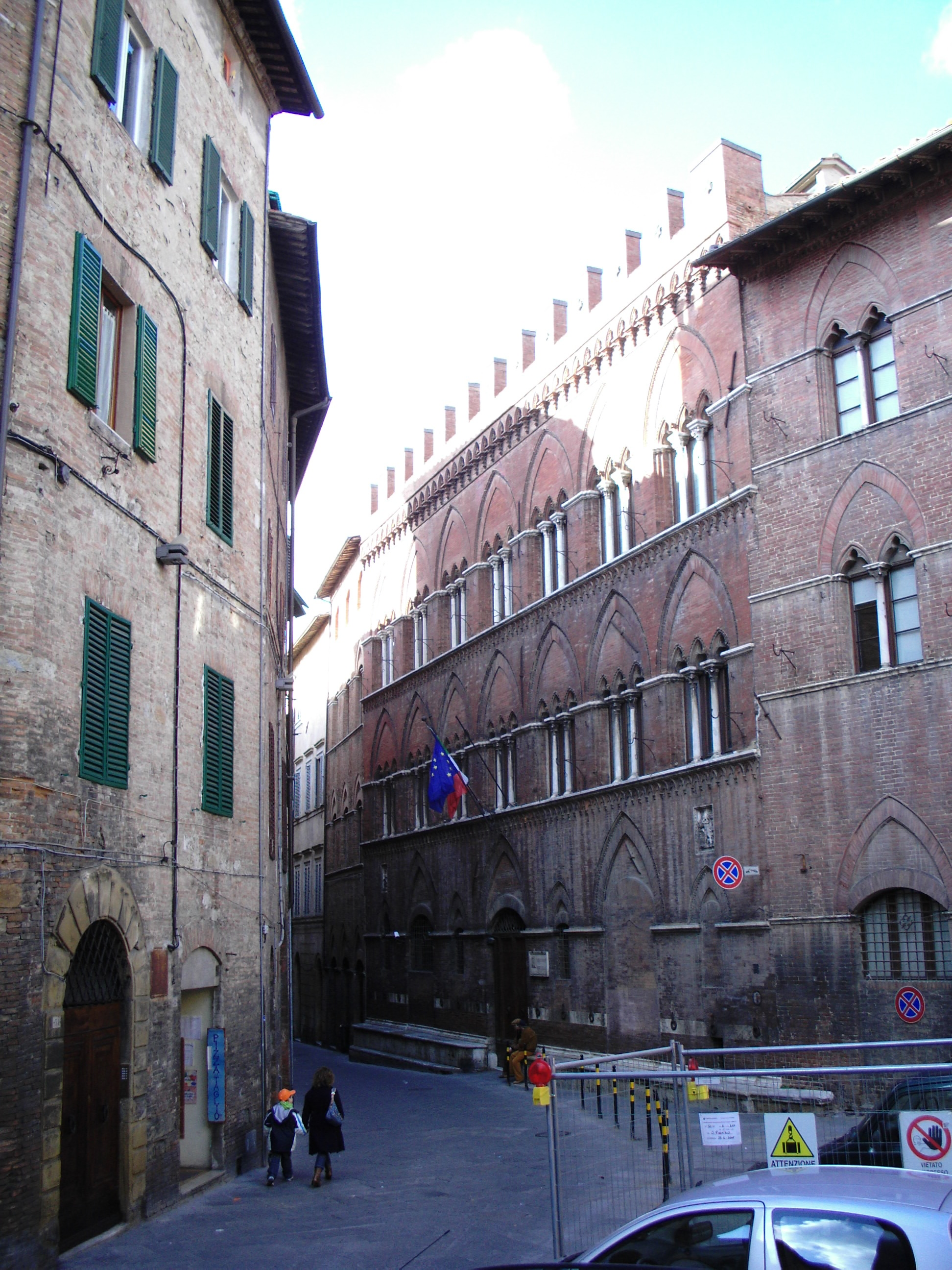
外观

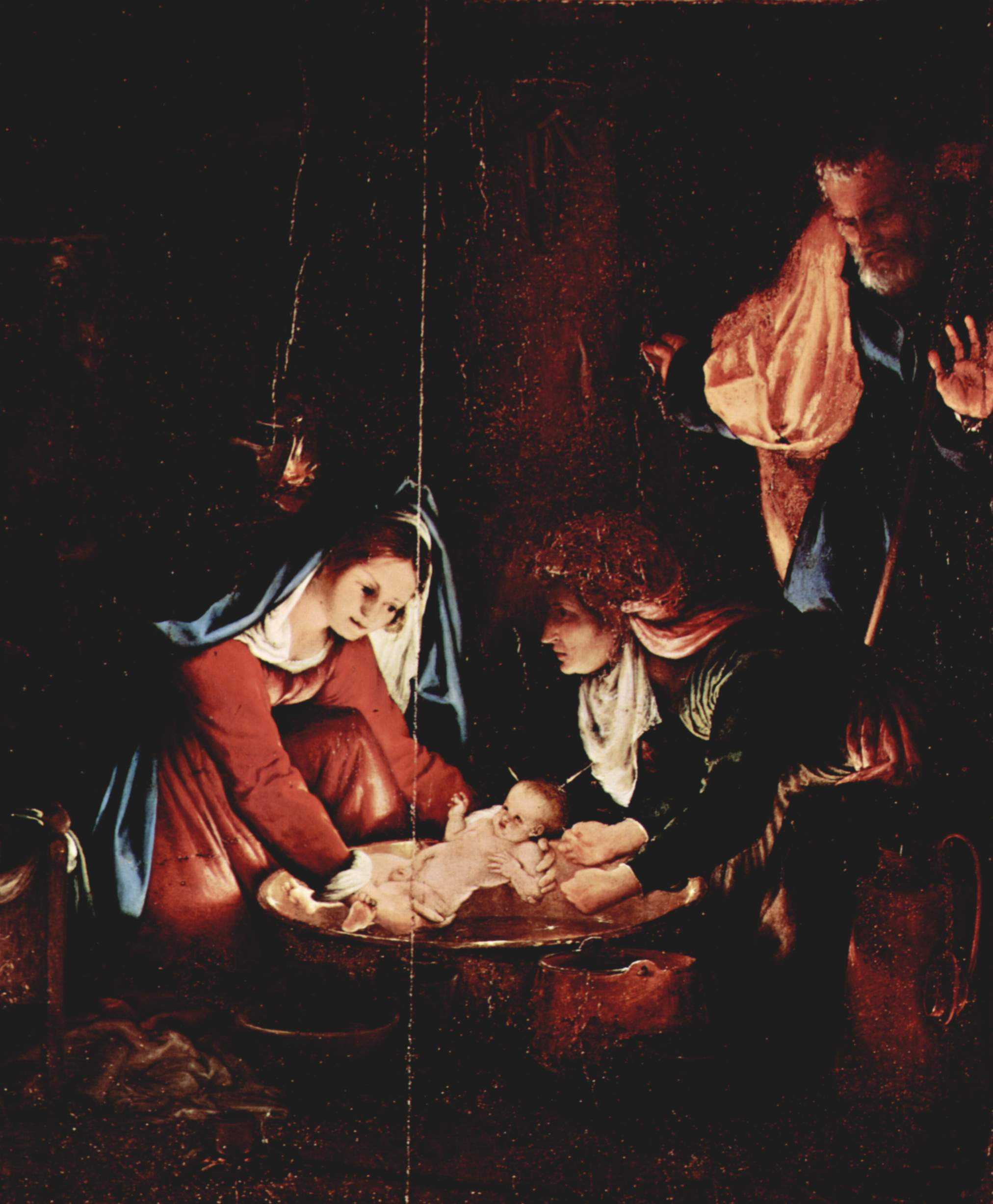
Lorenzo Lotto: Nativity, 1527-1528

锡耶纳国立美术馆（Pinacoteca Nazionale）是意大利锡耶纳的一座美术馆，1932年开幕，主要收藏中世纪晚期和文艺复兴时期意大利绘画。它设在市中心的两座古老宫殿中：布里奇特宫（Brigidi）建于14世纪，传统上认为是潘诺切斯齐（Pannocchieschi）家族的府邸；邦西尼奥里宫（Buonsignori）建于15世纪，但是立面建于19世纪，模仿了 锡耶纳市政厅。
该美术馆拥有最大规模之一的14世纪和15世纪金色背景的锡耶纳绘画。例如杜乔·迪·博尼塞尼亚的祭壇畫和方济各圣母。